# 千厩ともゑ
千厩 ともゑ（せんまや ともえ、本名：松山 朝江〈まつやま ともえ〉、1952年〈昭和27年〉 - ）は、日本の旅行作家、編集者、曹洞宗の住職（方丈）。岩手県東磐井郡小梨村（現：一関市千厩町小梨）出身。明治大学文学部史学地理学科卒業。
日伊協会や朝日カルチャーセンターでアグリツーリズモ講座の講師を務めており、取材で渡伊した際に出会ったアグリツーリズムの魅力を紹介している。

## 来歴
1952年、岩手県東磐井郡小梨村（現：一関市千厩町小梨）の常楽寺に長女として生まれる。千厩町立南小梨小学校、千厩町立小梨中学校、岩手県立千厩高等学校を経て明治大学文学部史学地理学科に入学。塩野七生の本『チェーザレ・ボルジア あるいは優雅なる冷酷』に感銘を受け、西洋史学を専攻した。大学院卒業後はモード学園出版局の第二編集長などを務め、1992年5月からはフリーで著作活動に専念しはじめる。フリーで活動するようになってからは東京と香港を拠点として、イタリアをはじめとした世界各地へ取材に出向いた。2010年代からは実家である常楽寺の住職に就き、現在に至る。

## 人物
名前の由来は、生まれ育った千厩町から来ている。故郷への思い入れが強く、取材旅行で出向いたそれぞれの土地が幼少期に見た馴染みのある田園風景と重なって見える。特に、知人が経営するアグリツーリズモがあるイタリア・トスカーナ州の風景には強く惹かれる。
学生時代は内向的な性格で、人間関係などでストレスを感じた際には、中学校の学校林「五訓之森」を見たり、足を運び入れて癒されていた。

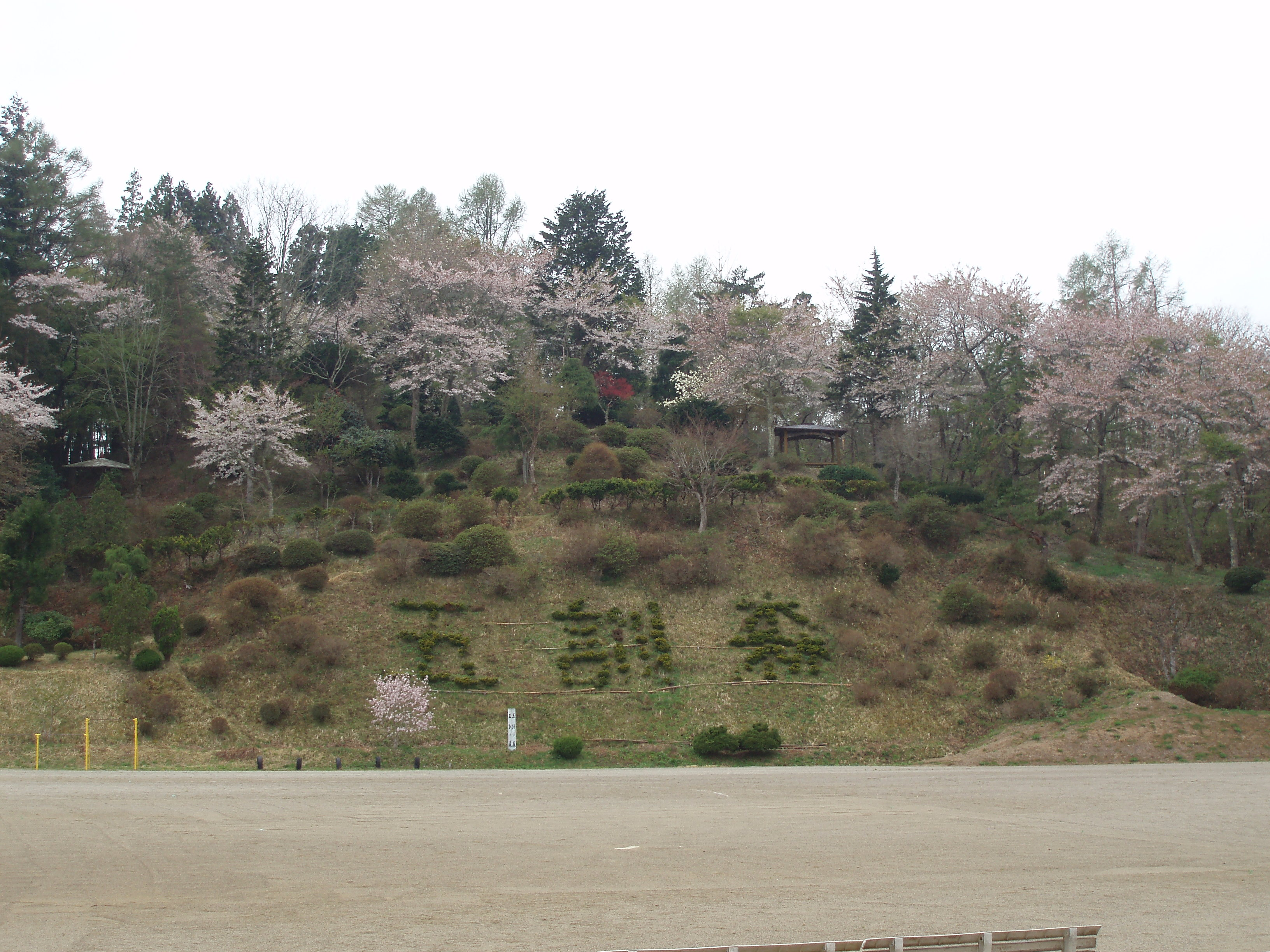
五訓之森

幼少期より読書好きだったが、より好きになったきっかけとして高校時代の担任にある。担当する現代国語の授業に感銘を受け、図書館へ頻繁に通うようになった。また、担任から指導されて青少年読書感想文全国コンクールに応募した作品は、奨励賞を受賞している。
実家の常楽寺は、松壽山（しょうじゅざん）を山号とする曹洞宗の寺院。起源は、明和4年頃（1767年頃）の火災によって資料が焼失したため定かではないが、安永時代の風土記には天文時代の開山とされている。ともゑは21世の住職である。

## 著書
- 生きて!ミッシェール 6歳のエイズ孤児と里親家族との愛の物語（静山社、1994年7月1日）
- 「職」は香港に在り 香港での就職 生活ガイドブック（ダイナミックセラーズ出版、1994年10月1日）
- トスカーナ田園ホテルのめぐみ 中部イタリア アグリツーリズモの旅（情報センター出版局、1996年6月16日）
- トスカーナのおいしい旅 イタリア 田園の隠れ家に泊まる（中央公論新社、2002年9月1日）
- トリノからバローロの丘へ 美食のピエモンテ州で途中下車!（洋泉社、2005年12月1日）
- 伊藤敦子・望郷のミラノ―スカラ座を夢見たオペラ歌手の生涯（澤田出版、2007年11月15日）

モード学園の編集長時代には『香港注文洋装』や『モスクワ不思議の都』なども手掛けている。